# Progreso de Castro
Progreso de Castro är en kommunhuvudort i Mexiko.   Den ligger i kommunen Progreso och delstaten Yucatán, i den östra delen av landet, 1 000 km öster om huvudstaden Mexico City. Progreso de Castro ligger 1 meter över havet och antalet invånare är 47 124.
Terrängen runt Progreso de Castro är mycket platt. Havet är nära Progreso de Castro åt nordväst. Runt Progreso de Castro är det ganska tätbefolkat, med 139 invånare per kvadratkilometer. Progreso de Castro är det största samhället i trakten.